# Cathartosilvanus imbellis
Cathartosilvanus imbellis is een keversoort uit de familie spitshalskevers (Silvanidae). De wetenschappelijke naam van de soort werd in 1854 gepubliceerd door John Lawrence LeConte.